# Ivangorod
Ivangorod (ryska: Ивангород, estniska: Jaanilinn, tyska: Johannstadt) är en stad i västra Ryssland, belägen vid floden Narva, vid gränsen mot Estland, mitt emot estniska Narva. Folkmängden uppgick till cirka 11 000 invånare i början av 2013.

## Historia
Ivangorod har vuxit upp kring Ivangorods fästning som grundades 1492 av prinsen av Moskva, Ivan III Vasiljevitj (Ivan den store) vid gränsen mot Tyskland mittemot staden Narva (dåvarande Tyskland). Den rektangulära fästningen (den första i sitt slag i dåvarande Ryssland) revs ner av svenskarna redan 1496. Efteråt byggdes fästningen om och ut samt förstärktes.
Under tsaren Ivan IV (Ivan den förskräcklige) 1556 delades landet administrativt upp i opritjnina under tsarens direkta styre och земщина (szemshina ?) fortfarande under bojarernas styre (vid utkanterna av landet). Ivangorod hörde till den senare uppdelningen.
1500-talet var oroligt och staden blev upprepade gånger anfallen av tyska, svenska och polska styrkor. Åren 1581–1590 hamnade den under svensk överhöghet. Som konsekvens av förlusten mot den ryske fursten Dimitrij Ivanovitj Khvorostinin blev Sverige av med området 1590. Rysk-svenska Freden i Teusina 1595 formaliserade detta.
Mellan 1612 och 1704 blev staden svensk på nytt. Under det Stora nordiska kriget blev staden rysk igen och följdes av en längre fredlig period. Efter det kriget minskade stadens militära betydelse stegvis, och den övergick till att bli en förstad/förort till staden Narva (båda tillhörde Ryssland då gränsen blev dragen längre västerut).
Under Peter I (Peter den store) 1708 blev området en del av den Ingermanlandska provinsen (1710 bytte provinsen namn till St Petersburgsk). Hela 1800-talet och första halvan av 1900-talet blev stadsdelen omnämnd enbart som den Ivangorodska sidan av Narva.
Mellan november 1917 och maj 1919 var det Ivangorodska området en del av den Ryska Sovjetrepubliken. Den 19 maj 1919 tilldelades Ivangorod med omgivning Estland. Den 2 februari 1920 undertecknades Fredsfördraget i Dorpat och Ryssland erkände Estlands självständighet. 
Efter att Estland ockuperades av Sovjetunionen år 1944 fördes Ivangorod administrativt över från estniska sovjetrepubliken till ryska motsvarigheten. När Sovjetunionen sönderföll och Estland återfick sin självständighet år 1991 vägrade Ryssland erkänna "1918-gränsen" mellan Estland och Ryssland. Från rysk sida menade man att den under sovjettiden ändrade gränsen skulle gälla. Ivangorod tillhör idag därför Ryssland trots att Ryssland och Estland i fredsfördraget i Tartu (Dorpat) den 2 februari 1920 bestämt att bland annat Ivangorod (Jaanilinn) är estniskt territorium.

## Vänorter
- Kiviõli, Estland, 1999
- Narva, Estland, 1999
- Karlskoga, Sverige (vänortsavtal avslutad 2022)[7]